# Logica ibrida
La logica ibrida è un insieme di estensioni della logica modale proposizionale aventi un maggior potere espressivo, sebbene ancora inferiore alla logica del primo ordine. Rappresenta un punto di equilibrio tra espressività e complessità computazionale. La storia della logica ibrida iniziò con le ricerche di Arthur Prior sulla logica temporale.
A differenza della logica modale ordinaria, la logica ibrida rende possibile fare riferimento a stati (i mondi possibili) descritti mediante formule.
Ciò è ottenuto attraverso una classe di formule chiamate nominali (nominals), che sono vere in un singolo stato, e attraverso l'uso dell'operatore @, che è definito come segue:
@i p è vero se e solo se p è vero nell'unico stato identificato dal nominale i (cioè lo stato in cui i è vero).
Esistono logiche ibride con ulteriori operatori, ma la presenza dell'operatore @ è pressoché la regola standard.
Le logiche ibride hanno molte caratteristiche in comune con le logiche temporali (che talora usano costrutti di tipo nominale per denotare punti specifici nel tempo) e sono una ricca fonte di idee per i ricercatori della logica modale moderna. Trovano anche applicazioni nelle aree della feature logic, della teoria dei modelli, della teoria della dimostrazione e dell'analisi logica del linguaggio naturale. La logica ibrida è anche strettamente connessa alla logica descrittiva perché l'uso dei nominali consente di eseguire il ragionamento asserzionale ABox, così come il  più diffuso ragionamento terminologico TBox.